# Sjtjigry
Sjtjigry (russisk: Щигры) er en by i den sydvestlige del af den europæiske del af Rusland. Den har et indbyggertal på 14.386 (2024) indbyggere.
Sjtjigry ligger i Kursk oblast ca. 60 kilometer nordøst for byen Kursk. Byen ligger ved floden Sjtjigor, som den er opkaldt efter. Den fik bystatus i 1700-tallet .

## Kendte personer fra Sjtjigry
- Ilja Ivanovitj Ivanov (1870–1932), russisk og sovjetisk biolog som specialiserede sig i kunstig insemination og krydsning af forskellige arter.